# 뉴올리언스 브라스
| 뉴올리언스 브라스 |                                                  |
| 콘퍼런스          | 남부 콘퍼런스 (1997년~2002년)                    |
| 디비전            | 사우스웨스트 디비전 (1997년~2002년)              |
| 설립연도          | 1997년                                           |
| 해체연도          | 2002년                                           |
| 역사              | 뉴올리언스 브라스 (1997년~2002년)                |
| 경기장            | 뉴올리언스 뮤니시펄 오디토리움 뉴올리언스 아레나 |
| 연고지            | 루이지애나주 뉴올리언스                          |
| 상징색            | 보라, 금                                         |
| 구단주            |                                                  |
| 단장              |                                                  |
| 감독              |                                                  |
| NHL 제휴          |                                                  |
| AHL 제휴          |                                                  |
| 정규시즌 우승     |                                                  |
| 콘퍼런스 우승     |                                                  |
| 디비전 우승       |                                                  |
| 켈리 컵           |                                                  |
| 영구 결번         |                                                  |

뉴올리언스 브라스(New Orleans Brass)는 미국 루이지애나주 뉴올리언스를 연고지로 하는 1997년부터 2002년까지 ECHL 소속되었던 아이스 하키팀이다.

## 역대 홈경기장
| 경기장                         | 사용기간      | 수용인원 | 장소                    | 비고 |
| ------------------------------ | ------------- | -------- | ----------------------- | ---- |
| 뉴올리언스 브라스              |               |          |                         |      |
| 뉴올리언스 뮤니시펄 오디토리움 | 1997년~1999년 | 7,853명  | 루이지애나주 뉴올리언스 | 빈칸 |
| 뉴올리언스 아레나              | 1999년~2002년 | 16,867명 | 루이지애나주 뉴올리언스 | 빈칸 |